# فايرفلاي إيروسبيس
فايرفلاي إيروسبيس (بالإنجليزية: Firefly Aerospace)‏ هي شركة طيران أمريكية خاصة مقرها أوستن، تكساس تطور مركبات إطلاق صغيرة ومتوسط الحجم للأغراض التجارية. أُسست الشركة في يناير 2014.